# Guglielmo Siniscalco
Guglielmo Siniscalco (ur. 20 lipca 1921 w Neapolu, zm. 5 grudnia 2020) – włoski brydżysta z tytułem World Grand Master, z wykształcenia inżynier. 
W brydża zaczął grać w 1937 roku. Jego ulubionymi partnerami brydżowymi byli Eugenio Chiaradia i Pietro Forqet. Grając razem stosowali system licytacyjny Neapolitański Trefl. W latach 1956–1959 grał w słynnym Blue Teamie. 
Poza brydżem interesował się tenisem.

## Dokonania brydżowe
- 3 tytułów Mistrza Świata na Bermuda Bowl w latach: 1957, 1958, 1959.
- 4 tytuły Mistrza Europy w latach: 1956, 1957, 1958, 1959[3].
- 6 tytułów Mistrza Włoch w latach: 1948, 1949, 1951, 1956, 1957, 1959[4].